# Mont Kòrab
El Kòrab (en albanès: Maja e Korabit o Mali i Korabit, en macedònic: Голем Кораб, Golem Korab) és una muntanya que amb els seus 2.764 metres és la muntanya més alta de Macedònia del Nord i d'Albània, formant frontera entre ambdós països. És un cim adjacent a la serralada de les Muntanyes Šar. El 2011, Albània va proclamar la seva secció com a part del Parc Natural de Korab-Koritnik.